# Procesija
Ophod ili procesija (lat. processio - napredovanje, povorka, ophod), vjerski je obred i povorka u kojoj skupina ljudi prema određenim pravilima uglavnom pješice ide s jednog mjesta na drugo ili obilazi određena mjesta. 
Tijekom procesije nosi se neki sveti znak (relikvije mučenika i sl.), a na čelu povorke nosi se procesijski križ.
Ophodi se u katoličkoj liturgiji održavaju na svetkovinu Tijelova, Velike i Male Gospe, u župnim zajednicama na spomendan svetca zaštitnika župe te u selima i gradovima na spomendan svetca zaštitnika mjesta. Misno slavlje i ophod tada prati i pučko sajamsko slavlje, „proštenje”.
U Hrvatskoj je poznat ophod Gospi Sinjskoj o blagdanu Velike Gospe te ophod u sklopu svetkovine Majke Božje od Kamenitih vrata, zaštitnice Grada Zagreba.
Riječima pape Benedikta XVI. „Marijin pohod Elizabeti prva je euharistijska procesija u povijesti”.

## Poznate procesije
- Za križen
- Procesija svete krvi u Bruggeu

## Vanjske poveznice
|  | Zajednički poslužitelj ima još gradiva o temi procesija |

- Katolici.org  Arhivirana inačica izvorne stranice od 6. ožujka 2016. (Wayback Machine)